# ماووپوله
ماووپوله (به لاتین: Małopole) یک روستا در لهستان است که در گمینا دانبرووکا واقع شده‌است.